# Deutsche Corps-Zeitung
Die Deutsche Corps-Zeitung – Untertitel: Zeitschrift des Kösener SC-Verbandes  – war eine ab 1913 vom Kösener Senioren-Convents-Verband (KSCV) sowie Verband Alter Corpsstudenten (VAC) herausgegebene Zeitschrift.
Der Titel wurde als Nachfolger der kurz zuvor eingestellten Academischen Monatshefte gegründet und erschien vierteljährlich. Er widmete sich neben aktuellen Berichten aus dem Verband auch historischen oder gesellschaftlichen Themen. Die letzte Ausgabe unter diesem Namen erschien 1993, ab 1994 wurde der Titel nach der Fusion mit der Verbandszeitschrift des Weinheimer Senioren-Convent (Die Wachenburg) unter dem Namen Der Corpsstudent und seit 2000 unter dem Namen CORPS – das Magazin weitergeführt.

## Beilagen
Die Vierteljahresschrift enthielt in ihrem Erscheinungsverlauf verschiedene Beilagen:
- Das Geschehen : politische Tatsachensammlung[2]
- SC-Meldungen[3]
- Wir gedenken in Ehrfurcht und Dankbarkeit der im WS ... und im SS ... verstorbenen Kösener Corpsstudenten[4]